# Reichardia intermedia
Reichardia intermedia — вид квіткових рослин родини Айстрові (Asteraceae).

## Опис
Однорічна рослина. Стебла до 60 см, прямовисні, трав'янисті. Досягає висот зростання від 10 до 45 сантиметрів. Зубчасте листя. Період цвітіння триває з березня по квітень.

## Поширення
Південна Європа (Греція, Іспанія, Італія, Гібралтар, Мальта, Португалія), Північна Африка (Туніс, Алжир, Марокко), Західна Азія (Туреччина, Ліван, Сирія, Ізраїль, Йорданія, Кіпр). Росте переважно в сухих, відкритих місцях.